# Rhanidophora
Rhanidophora là một chi bướm đêm thuộc họ Erebidae.